# Чарльз Монк
Чарльз Монк (англ. Charles Monck, 4th Viscount Monck); 10 жовтня 1819, Темплмор, Ірландія - 29 листопада 1894, Енніскеррі Ірландія) — 4-й віконт Монк і 1-й Генерал-губернатор Канади після федерації.